# Sang Hyang Tunggal
Sang Hyang Tunggal (sanghyang u sanskrtu je uzvišeni, božanski), božanstvo nekih naroda Indonezije (Java, Bali ), sin je Sanghyang Weninga i otac Bhatara Gurua (Batara Guru; Şiwa) koji je vladao kraljevstvom Sura-Laja (hinduski raj). Bhatara dolazi od bhatri  =zaštitnik. Za pleme Badui Sang Hyang Tunggal je vrhovno biće. Kod Balijaca, u balijskom hinduizmu (Agama Hindu Dharma), nazivi bogova malo su drugačiji nego u tradicionalnom hinduizmu. Kod njih postoji vjerovanje u jedno vrhovno biće ili u Tri Murti, koje se manifestira kroz Bhramu-stvoritelja (Brahma), Wisnu-zaštitnika (Wişnu) i Siwa-rušitelja (Şiwa), to su Ida Sang Hyang Widhi Waşa, Sang Hyang Tunggal i Sang Hyang Cintya. Bhatara Guru, sin Sang Hyang Tunggala imao petoro djece: Batara Sambo, Batara Brama, Batara Mahadeva, Batara Wisnu i Dewi Sri (javanska božica žetve, posebno riže). Batara Wisnu je bio kralj otoka Java pod imenom Prabhu Set. 